# Pillichsdorf
Pillichsdorf ist eine Marktgemeinde mit 1249 Einwohnern (Stand 1. Jänner 2025) im Bezirk Mistelbach in Niederösterreich.

## Geografie

Pillichsdorf zwischen Obersdorf und Groß Engersdorf am Nordrand des Marchfeldes um 1873 (Aufnahmeblatt der Landesaufnahme)

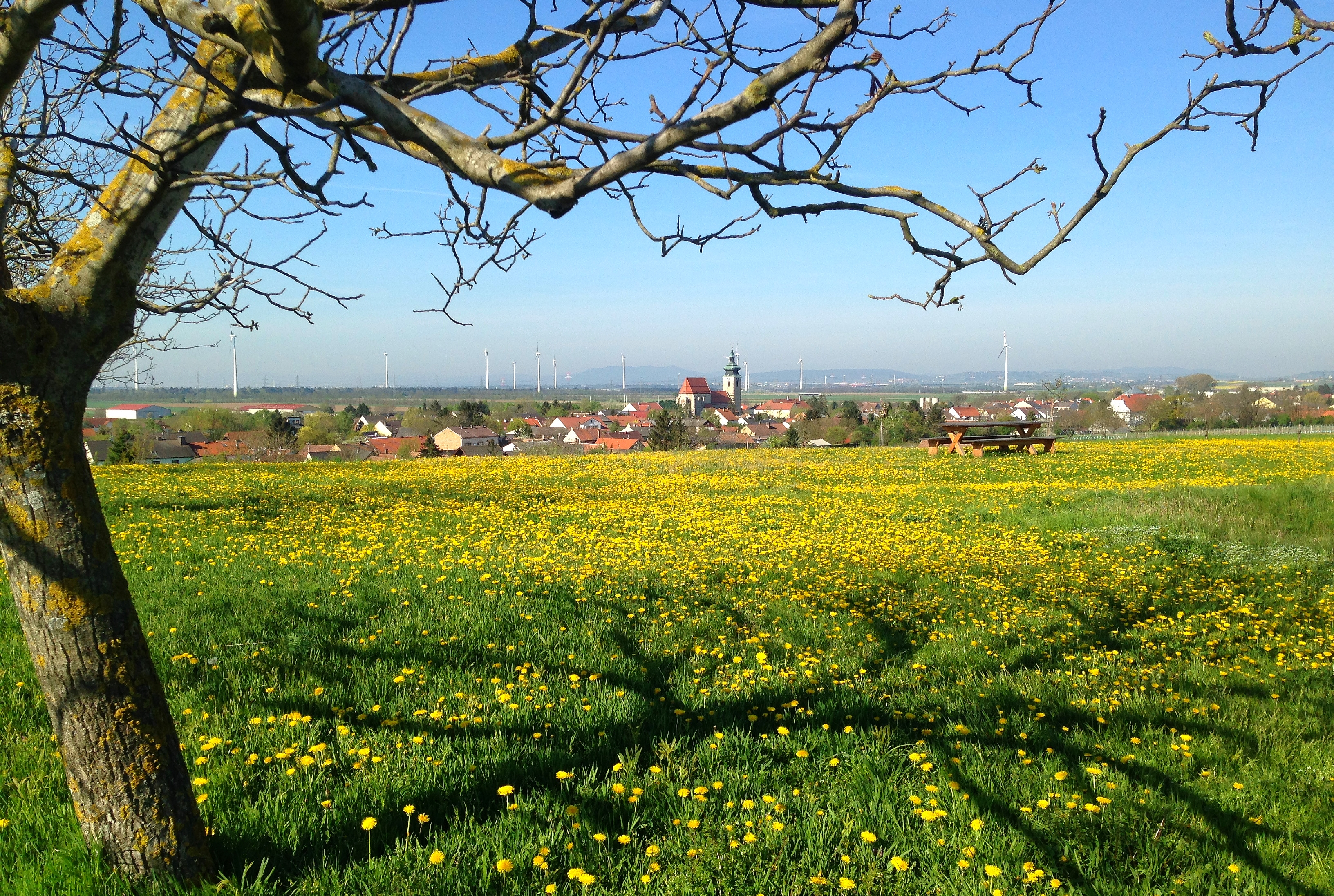
Nordansicht von Pillichsdorf im Frühling

Pillichsdorf liegt am Nordrand des Marchfeldes im Weinviertel und wird vom Rußbach durchflossen. Während der Rußbach südlich am Dorf vorbeifließt, verläuft der Mühlbach mitten durch Pillichsdorf, allerdings teilweise verrohrt. Nördlich der Ortschaft steigt das Land sanft auf 250 Meter Meereshöhe empor bis hin zum Hochleithenwald, an dem Pillichsdorf jedoch keinen Anteil mehr hat. Das südliche Gemeindegebiet ist flach ist liegt etwa 160 Meter über dem Meer. Der Boden besteht hier größtenteils aus unfruchtbarem, schwarzen Flugsand während der Lössboden im nördlichen Teil zum Anbau von Wein geeignet ist. Die Fläche der Marktgemeinde umfasst 14,33 Quadratkilometer. Davon sind 74 Prozent landwirtschaftliche Nutzfläche, 5 Prozent Weingärten und 8 Prozent der Fläche sind bewaldet.

### Gemeindegliederung
Zum Gemeindegebiet gehört auch die Katastralgemeinde Reuhof, die nur aus einem ehemaligen Gutshof und einigen gewerblich genutzten Gebäuden besteht. Im Bereich von Reuhof wurden um 1890 Föhrenmonokulturen zum Schutz des Ackerbodens vor Verwehungen gepflanzt.

### Nachbargemeinden
| Wolkersdorf        |                                             | Bockfließ       |
|                    | Kompassrose, die auf Nachbargemeinden zeigt | Groß-Engersdorf |
| Gerasdorf bei Wien |                                             | Deutsch Wagram  |

## Geschichte
In der Gegend von Pillichsdorf siedelten bereits in der Jungsteinzeit Menschen, die hier Ackerbau betrieben. Auch die Bronzezeit kann mit Funden dokumentiert werden. In der Frühen Eisenzeit (Hallstattzeit) war das Ortsgebiet von Pillichsdorf Sitz eines lokalen Fürsten, der im Tumulus etwas südlich des Siedlungsgebietes bestattet wurde. Eine Ausgrabung unter Franz Heger im Jahr 1878 brachte Scherben von etwa 30 Gefäßen sowie Leichenbrand von zwei Personen zu Tage. Während die Gegend in der Zeit der Kelten, vom wenigen Fundmaterial zu schließen, wohl eher dünn besiedelt war, finden sich aus den Jahrzehnten der Anwesenheit von Germanen wieder zahlreiche Belege. Danach gibt es eine längere Fundlücke bis ins 11. Jahrhundert.
Die Gründung des Ortes wird um das Jahr 1050 angenommen. Der Name geht auf den Grafen Sieghard aus dem bayerischen Geschlecht der Sieghardinger bzw. dessen Gemahlin Pilihilt zurück. Der Ort wurde nach ihr (urkundlich erstmals 1161) als Pilehiltdorf benannt, woraus später Pillichsdorf wurde. Etwa zur selben Zeit muss auch die Gründung der Pfarre Pillichsdorf erfolgt sein, die vermutlich die Mutterpfarre für das gesamte mittlere Rußbachtal war. Somit müssen die Sieghardinger bzw. ihre Erben die Grafen von Peilstein und die Grafen von Schala als die ersten Grundherren von Pillichsdorf betrachtet werden, auch wenn es dafür keine weiteren Belege gibt.
Unter den späteren Grundherren, den Hintbergern (→ Himberg), die sich ab etwa 1200 „von Pilichdorf“ nannten (ca. 1200–1361), waren einige recht bedeutende: Ulrich von Pilichdorf war Truchsess, Dietrich von Pilichdorf wurde von Herzog Rudolf III. mit dem Marschallamte belehnt. Eine Burg („Veste“) ist in Pillichsdorf seit dem Beginn des 13. Jahrhunderts bezeugt und wird auch später in den Quellen immer wieder erwähnt. Ihr Standort ist jedoch heute unbekannt.
In der Folge wechselten die Grundherrschaften häufig. Die Hauptgrundherren und damit „Herren von Pillichsdorf“ waren nach den Pilichdorfern (den ehemaligen Hintbergern) die Herren von Dachsberg (ca. 1365–1423), Starhemberg (1423—ca.1491), dann war Pillichsdorf kurze Zeit kaiserliches Lehensgut. Es folgten die Ritter von Landau (1513), ein Ritter von Hanauer (1534–1561), der Ritter Wolfgang von Stubenberg (1561–1570), die Freiherren von Herberstein (1570–1719), die Grafen von Sonnau (1719–1766), Baron Franz Anton Heiter von Schönwet (1766–1776) und zuletzt das Hofspital am Rennweg bzw. die Habsburger, wo Pillichsdorf bis 1848 – also bis zur Aufhebung der Grundherrschaft – verblieb.
Daneben hatten zahlreiche andere Herrschaften Grundbesitz, darunter die Augustiner, Schotten, Minoriten und Dominikaner in Wien, die Augustiner in St. Pölten, die Herrschaften Wolkersdorf und Ulrichskirchen, die Pfarren Pillichsdorf und Wolkersdorf und einige andere.
Das Marktrecht erhielt Pillichsdorf nach einer verloren gegangenen Urkunde aus dem Gemeindearchiv vermutlich bereits im Jahre 1370, es wurde 1846 erneuert und gestattet im Jahr zwei Märkte: den Johannimarkt (16. Mai) und den Martinimarkt (11. November).
Als der böhmische König Georg von Podiebrad 1458 in Niederösterreich einfiel, verteidigten sich die Pillichsdorfer laut dem Historiker Thomas Ebendorfer von Haselbach (Cronica austriae) hinter den Kirchhofmauern, doch ging der Ort in Flammen auf.
Im Jahre 1529, dem Jahr der ersten Belagerung Wiens durch die Türken, brannte die Pillichsdorfer Burg aus und wurde 1544 nur mehr als „öde Veste“ bezeichnet.
1540 zerstörte ein Brand den Ort mitsamt Kirche und Pfarrhof, im Sommer 1556 schlug ein Blitz in die erst vor kurzem renovierte Kirche ein, sodass diese vollständig ausbrannte. Bereits im Oktober 1585 vernichtete neuerlich ein Feuer das ganze Dorf.
Bereits vor der Mitte des 16. Jahrhunderts hielt die Reformation in Österreich Einzug, allerdings konnte sie sich in Pillichsdorf nicht vollständig durchsetzen und spätestens mit dem Wirken des Dechants Elias Reisch (1584–1601) dürfte der Katholizismus im Ort wieder gefestigt worden sein.
Zu Beginn des Dreißigjährigen Krieges im Jahr 1619 soll ein mährischer Oberst mit seiner Mannschaft und 1000 Pferden im Ort einquartiert gewesen sein. Schwierige Zeiten erlebte die Ortschaft auch gegen Ende des Dreißigjährigen Krieges im Jahr 1642 und vor allem 1645, als die Schweden unter General Lennart Torstensson durch das Weinviertel zogen.
Im Jahr 1679 forderte eine weitere Pestepidemie zahlreiche Todesopfer unter der Bevölkerung.
Während der Zweiten Wiener Türkenbelagerung 1683 dürfte Pillichsdorf von Kampfhandlungen verschont geblieben sein. Allerdings kamen etliche Menschen, die vor den Türken geflohen waren, in den Ort. Nun brach auch noch die Pest aus, die bis 1684 wütete und an der über 60 Personen starben. Daran erinnert ein Votivbild in der Pfarrkirche.
1699 wurde Pillichsdorf einmal mehr vom Rußbach überschwemmt. 1705 machten die Kuruzzen die Gegend unsicher und 1713 brach abermals die Pest aus.
Am 12. Juli 1753 wütete eine Feuersbrunst in Pillichsdorf, bei der 46 Häuser vernichtet wurden.
Auch in den Napoleonischen Kriegen wurde Pillichsdorf schwer in Mitleidenschaft gezogen. Ab November 1805 waren im Pfarrhof zwei französische Generäle samt ihren Stäben untergebracht, die erst im Jänner 1806 den Ort verließen. Die einfachen Soldaten wurden bei den Ortsbewohnern untergebracht. Während der Schlacht bei Aspern am 21. und 22. Mai 1809 waren österreichische Truppen im Ort einquartiert, der General Fürst Johann von Liechtenstein wohnte im Pfarrhof. Zu dieser Zeit besuchte Kaiser Franz I., der sein Hauptquartier vom 16. Mai bis 7. Juli im Wolkersdorfer Pfarrhof hatte, mehrmals seine Soldaten in Pillichsdorf. Vom Tumulus („Kalvarienberg“) aus beobachtete er den Verlauf der Schlacht bei Wagram am 5. und 6. Juli, worauf ein Gedenkstein hinweist. Nach der Niederlage seiner Truppen besetzten die Franzosen den Ort, plünderten und verursachten Brände, wie etwa auf der Hofwiese, wo 23 Häuser zerstört wurden. Die Soldaten Napoleons verließen die Gegend erst am 19. November 1809. Ende Juli 1809 brachen Seuchen aus, die bis in den Mai 1810 in der Gegend grassierten. Am 19. September 1811 verwüstete ein Brand etliche Häuser am Hauptplatz.
Das Wasser des Rußbachs vernichtete bei der großen Überschwemmung im März 1830 30 Häuser und beschädigte 53 schwer. Im Jahre 1831 brach die Cholera aus, der viele Dorfbewohner zum Opfer fielen.
Im Sommer des Jahres 1866 besetzten die Preußen nach ihrem Sieg in der Schlacht bei Königgrätz Österreich bis zum Rußbach. Während Obersdorf, das südlich des Baches liegt, unbesetzt blieb, waren in Pillichsdorf preußische Soldaten einquartiert, die Offiziere wiederum im Pfarrhof. Während dieser Zeit brach ein Feuer aus, dem einige Häuser in der Mittel- und der Wienerstraße zum Opfer fielen. In der Folgezeit breiteten sich Krankheiten aus, wie etwa die Cholera. Nach der Gemeindechronik soll 1866 der preußische König Wilhelm I., der spätere deutsche Kaiser, mit seiner Begleitung durch die Obere Kellergasse und dann über Großengersdorf Richtung Gänserndorf geritten sein.
1851 und 1872 suchten abermals Brände den Ort heim.
Während des Ersten Weltkriegs fielen 63 Pillichsdorfer, im Zweiten Weltkrieg mussten 79 Männer ihr Leben lassen.
In den letzten Tagen des Zweiten Weltkriegs fanden in Pillichsdorf Rückzugsgefechte zwischen Truppen der Wehrmacht und der Roten Armee statt, bei denen acht deutsche und 13 sowjetische Soldaten ums Leben kamen. Fünf Gebäude wurden durch Brand zerstört, alle größeren Brücken und ein Luftminenlager wurden gesprengt. Am 12. April 1945 marschierten die Sowjets in den Ort ein.
Die Schule ist wahrscheinlich so alt wie die Pfarre, doch wird erst im 16. Jahrhundert auf einen Schullehrer hingewiesen. Pillichsdorf besitzt heute noch eine vierklassige Volksschule. Das Schulgebäude wurde 1894 errichtet.
Von den Ortszusammenlegungen der späten 1960er-Jahre war Pillichsdorf nicht betroffen, da es über 1000 Einwohner hatte. Seit damals zählt die Marktgemeinde Pillichsdorf jedoch zu den kleineren Gemeinden des Bezirks Mistelbach.

### Katastralgemeinde Reuhof
Die zum Ort gehörige Katastralgemeinde Reuhof entstand aus einer Wüstung eines Bauerndorfes, das möglicherweise 1458 durch die Söldner des Böhmenkönigs Georg von Podiebrad zerstört wurde. Das Dörfchen, urkundlich erstmals 1296 als „Reich“ erwähnt, dürfte auch wegen seiner kargen Sand- und Schotterböden damals nicht mehr wiederbesiedelt worden sein.
Im 16. Jh. wurde beim abgekommenen Dorf ein zur Herrschaft Bockfließ gehörender Schafhof errichtet, und noch in der ersten Hälfte des 19. Jahrhunderts wurde das Gebiet von ca. 800 Schafen beweidet; erst gegen Ende dieses Jahrhunderts wurden die im Sommer zumeist ausgebrannten Hutweiden wieder unter den Pflug genommen. Die für die Landwirtschaft am wenigsten geeigneten Bereiche wurden aufgeforstet.
Der dem Grafen Traun gehörende Gutsbetrieb wurde 1921 von der Firma Planta A.G. gepachtet und 1926 vom Land Niederösterreich gekauft, das dort ein landwirtschaftliches Versuchsgut errichtete. Erst 1948 riss man den alten Gutshof ab, die neueren Gebäude entstanden in den Jahren von 1920 bis 1953. Im Jahr 1966 verkaufte das Land den Gutshof an die Familie Biber aus Wien-Floridsdorf. 1966/67 wurden die ehemaligen Gutsbreiten im Zuge einer Grundaufstockungsaktion parzelliert und an Landwirte der angrenzenden Gemeinden von Obersdorf, Pillichsdorf und Großengersdorf verkauft. Heute befindet sich dort ein Reiterhof. In der Nähe stehen einige gewerblich genutzte Gebäude.

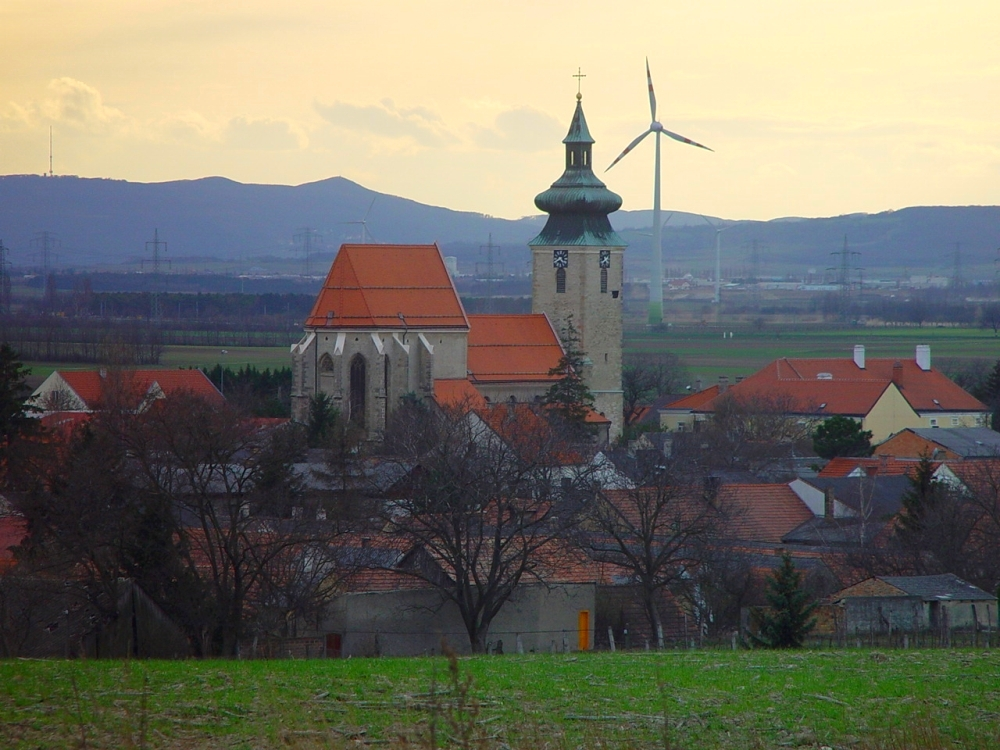
Pfarrkirche Pillichsdorf, Ansicht von Norden

### Pfarre Pillichsdorf
Die Gründung der Pfarre Pillichsdorf wird um das Jahr 1050 angenommen und dürfte später in den Besitz des Bistums Passau gelangt sein. Seit dem Mittelalter (gesichert seit 1205) war Pillichsdorf Sitz eines weitläufigen Dekanats des Bistums Passau. Vom Mittelalter (mindestens seit 1330) bis zum Jahr 1724 existierte das Doppeldekanat Pillichsdorf-Ulrichskirchen, um dem Dechant ein größeres Einkommen zu sichern. Darüber hinaus gehörten einige Orte der Umgebung zur Pfarre Pillichsdorf, so z. B. vermutlich ursprünglich wohl auch Ulrichskirchen, dann Wolkersdorf (bis ca. 1350), Großengersdorf (bis 1784), Eibesbrunn (bis 1784), Seyring (bis 1755), Obersdorf (bis 1913), Raggendorf (bis 1715), Hautzendorf (Heiliger Berg)/Traunfeld (bis 1885) sowie der Helmahof und der Reuhof und wurden von hier aus betreut, was immer wieder zu Spannungen zwischen dem Dechant in Pillichsdorf und den genannten Gemeinden führte. Im Mittelalter waren mehrmals Professoren der Wiener Universität Dechante von Pillichsdorf, später, in der Barockzeit wurde die finanziell gut ausgestattete Pfarre häufig an Beamte der Passauer Offizialates in Wien vergeben. Dekanatssitz blieb Pillichsdorf (seit 1785 zur Erzdiözese Wien gehörend) bis 1995. Danach erfolgte die Umbenennung in „Dekanat Wolkersdorf“.

### Liste der Dorfrichter
- 1590 Georg Prügl
- 1640/43 Georg Grueber
- 1656 Wolf Plathner
- 1661 Gabriel Leiss
- 1692 Mathias Schmidt
- 1695 Karl Wunderlich
- 1696 Leopold Wallner
- 1699 Thomas Poltzer
- 1727 Martin Stöger
- 1742 Jakob Eysenbeiß
- 1768 Andre Wallner
- 1769/79 Johann Markh
- 1787 Christian Rathmayer
- 1800 Leopold Platt
- 1803 Martin Ott
- 1806 Georg Johann Ruß
- 1829/30 Leopold Amon
- 1833 Franz Idinger
- 1843/46 Johann Fürhacker

### Einwohnerentwicklung
Der Ort zählte im Jahr 2012 1121 Einwohner.
Häuserzahl und Einwohner
Seit dem Jahr 1869 liegen von der Statistik Austria erhobene Daten vor.
- 1587: 120/k. A.
- 1590: 115/k. A.
- 1751: 128/k. A.
- 1783: 157/896
- 1786: k. A./929
- 1794: 178/959
- 1795: 178/k. A.
- 1822: 180/k. A.
- 1830: 203/1125
- 1846: 204/1134
- 1851: 204/1153
- 1869: 209/1071
- 1880: 218/1133
- 1890: 246/1306
- 1900: 266/1380
- 1910: 292/1408
- 1923: 301/1376
- 1934: 322/1320
- 1939: k. A./1258
- 1951: 325/1128
- 1961: 334/1111
- 1971: 351/1089
- 1981: 406/1089
- 1991: 447/1119
- 2001: 502/1119

## Kultur und Sehenswürdigkeiten

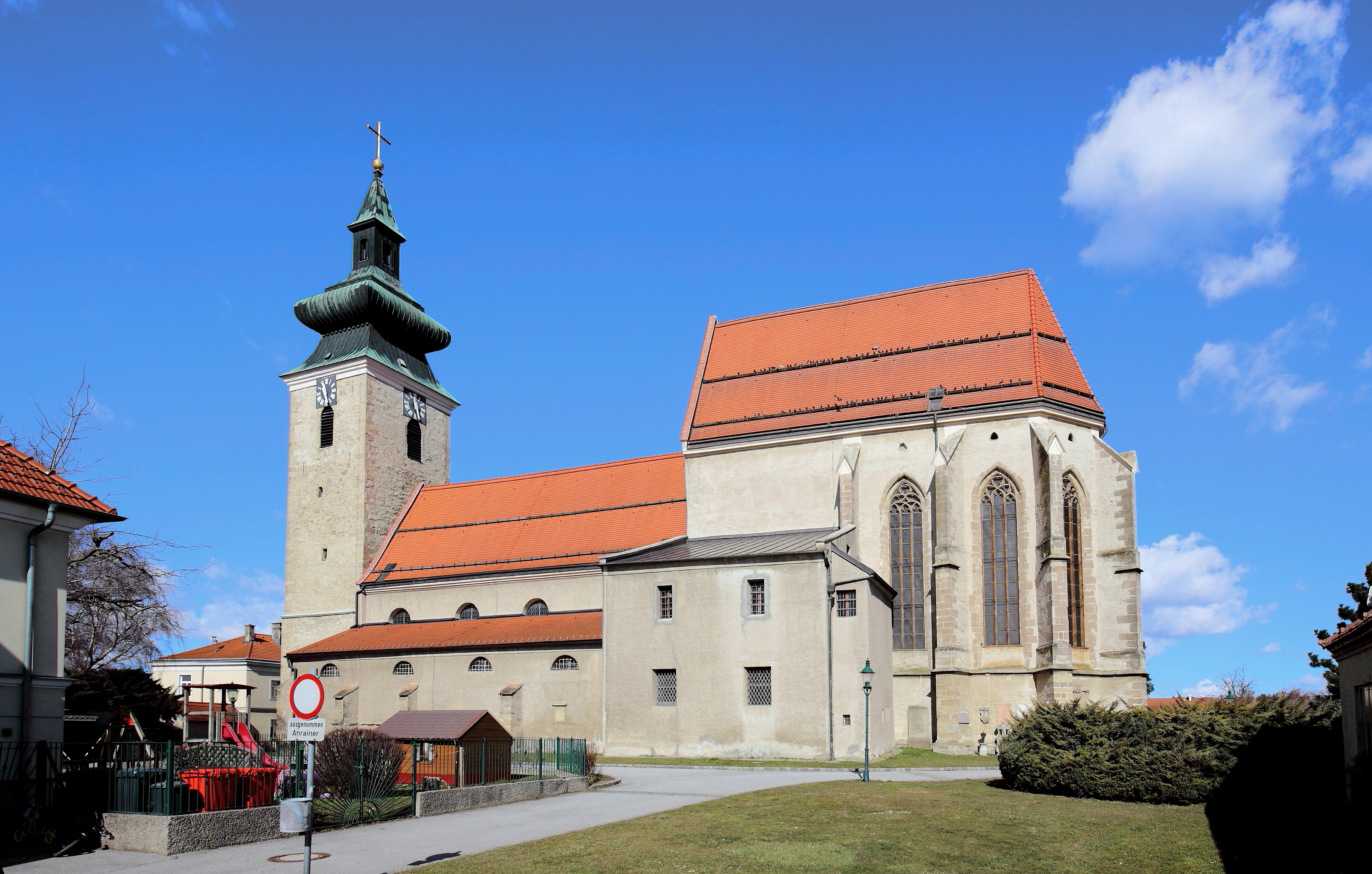
Pfarrkirche Pillichsdorf

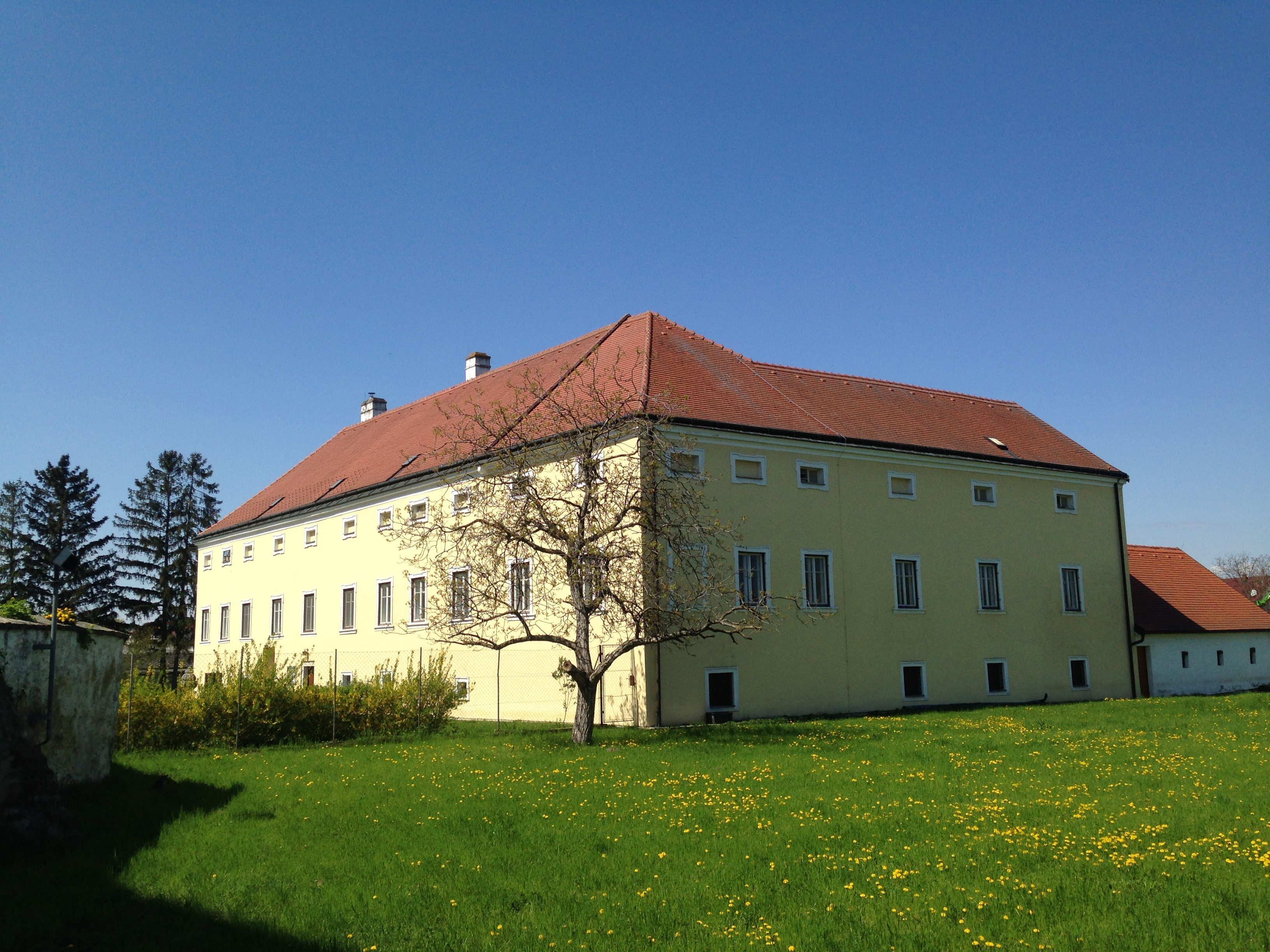
Der Pfarrhof von Pillichsdorf von Osten aus gesehen

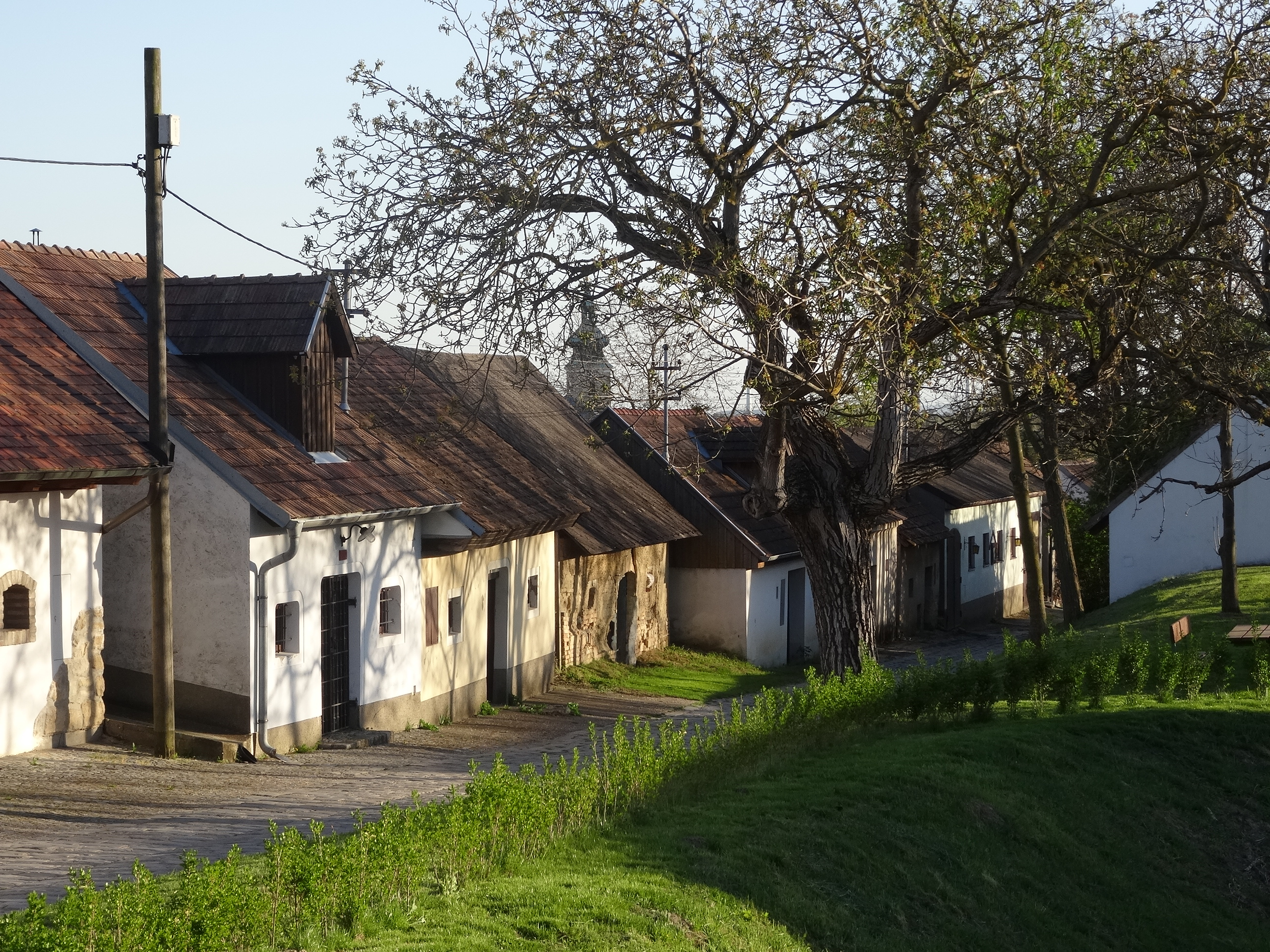
Pillichsdorf obere Kellergasse

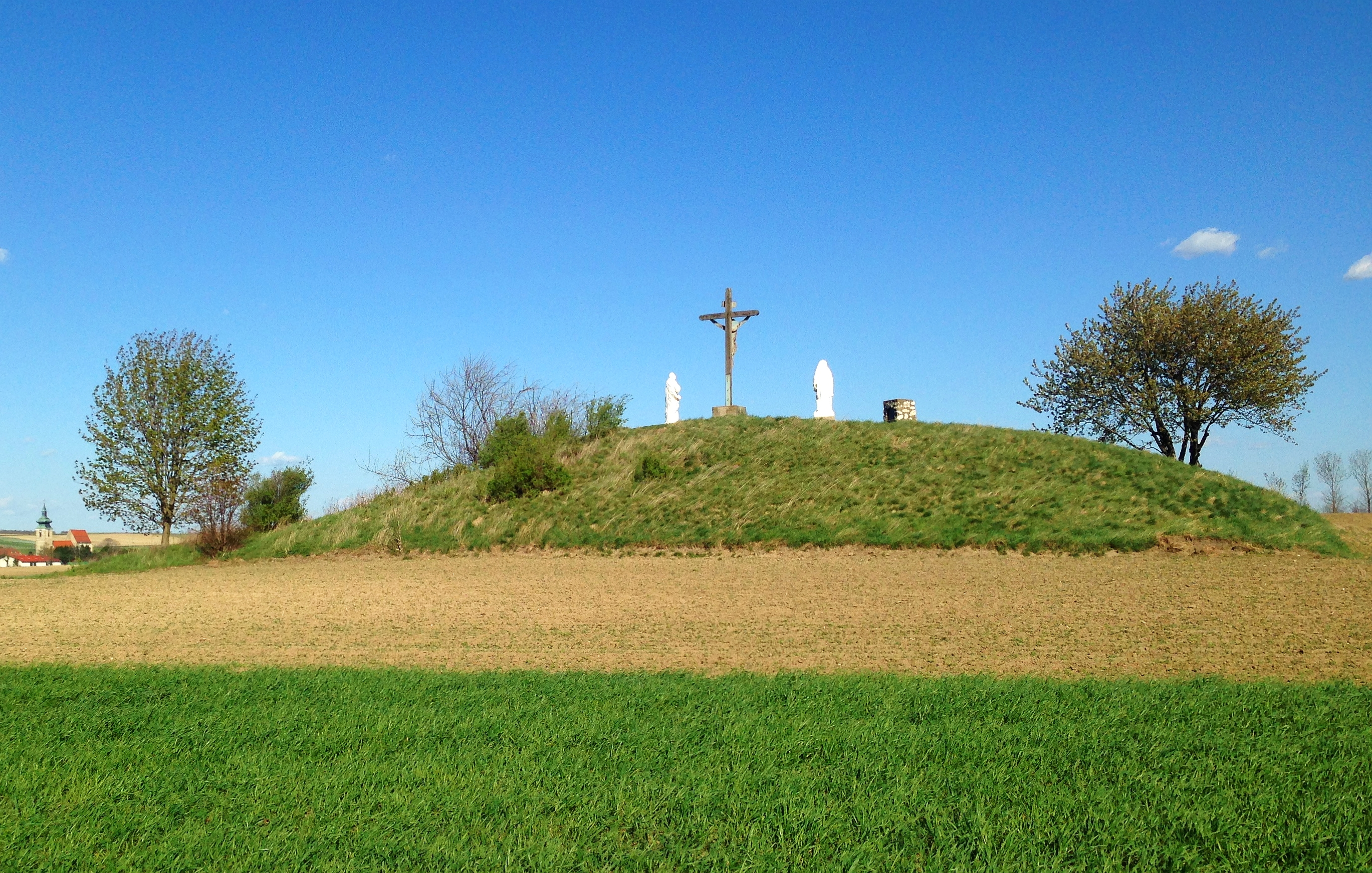
Pillichsdorf Tumulus Kalvarienberg

### Bauwerke
- Katholische Pfarrkirche Pillichsdorf hl. Martin: Die Kirche ist eine der ältesten und größten Kirchen der Region. Teile des Langhauses stammen aus romanischer Zeit (1. Hälfte 13. Jahrhundert), der hohe Chor ist in der Zeit der Gotik (1. Hälfte 15. Jahrhundert) entstanden, der Turm wurde im Anfang des 16. Jahrhunderts errichtet. Nach Bränden erhielt das Langhaus Ende des 16. Jahrhunderts ein neues Gewölbe. Im 18. Jahrhundert wurde das Gebäude erweitert und teilweise barockisiert. Die Innenausstattung stammt überwiegend aus der Epoche des Barock (18. Jahrhundert) sowie aus dem 19. Jahrhundert.
- Turmmuseum:[21] Das Turmmuseum ist ein kleines Museum im 500 Jahre alten Kirchturm der Pfarrkirche St. Martin. Es wurde 1984 gegründet, seit 1987 umfasst es ein zweites Turmgeschoß. Über Wendeltreppen gelangt man hinauf in die beiden Räume, wo über 130 Exponate aus der Geschichte der Ortschaft zu besichtigen sind. (Geologie, Ur- und Frühgeschichte, Mittelalter, Neuzeit)
- Der mächtige Pfarrhof nördlich der Kirche, der mittelalterliche Ursprünge hat, brannte im 16. Jahrhundert mehrmals aus und wurde 1599 (siehe Inschrift über dem Eingang) vergrößert und instand gesetzt. In den Jahren 1693–1700 baute man das Gebäude um und erweiterte es in etwa auf die heutige Größe. Im 19. u. 20. Jahrhundert fanden mehrmals Umbau- und Renovierungsarbeiten statt, so z. B. nach der Überschwemmung von 1830. Bis 1848 war der Pfarrhof Zentrum der pfarrlichen Grundherrschaft und so befanden sich auf dem Gelände früher verschiedene Wirtschaftsgebäude, die später nach und nach abgerissen wurden.
- Herrenhaus/Schloss: Dieses Gebäude wurde 1690 als „Herrenhauß der Grafen Herberstein“ erwähnt und wurde vermutlich im Jahr 1725 von Johann Quintin Ehrenreich von Sonnau (siehe Inschrift über dem Tor) in barockem Stil umgebaut und als Wohnsitz genutzt und im Jahr 1802 bei der Versteigerung durch die k.k. Staatsgüteradministration von der Gemeinde Pillichsdorf erworben. Seither dient es als Gemeindeamt, beherbergte aber zeitweise u. a. ein Armenhaus und eine Bank. Seit 1802 ist hier auch ein Gasthaus untergebracht.
- Kellergassen: In der weitläufigen Pillichsdorfer Kellergasse befinden sich insgesamt 241 Keller, und zwar 161 in der größeren Oberen und 80 in der Unteren Kellergasse. Sie gehört damit zu den größten zusammenhängenden Kellergassen in Mitteleuropa.[22]
- Tumulus / Kalvarienberg: Der rund fünf Meter hohe Tumulus liegt etwa 1,5 km südwestlich des Ortskerns und ist ein Grabhügel, in dem ein Fürst aus der Hallstattzeit (ca. 650 v. Chr.) bestattet wurde. Die Funde der bereits 1878 erfolgten archäologischen Ausgrabung unter der Leitung von Franz Heger (siehe Kapitel „Frühgeschichte“) befinden sich im Naturhistorischen Museum in Wien. Vermutlich im 18. Jh. wurden die barocken Statuen der Maria und des Johannes dort aufgestellt, dazwischen steht ein einfaches Holzkreuz.
- Hager-Mühle: Die Pillichsdorfer Mühle wurde 1378 erstmals erwähnt, bestand aber sicherlich schon früher. Sie war bis 1767 eine herrschaftliche Mühle, die gegen einen Pachtzins an einen Müllermeister vergeben wurde. Seither ist sie im Besitz der Familie Hager. Das wuchtige Gebäude dürfte im Kern aus dem 17. Jh. stammen und wurde in den folgenden Jahrhunderten ausgebaut.[23]

### Musik
- Ortsmusik Pillichsdorf
- Kirchenchor Pillichsdorf

## Wirtschaft und Infrastruktur
Nichtlandwirtschaftliche Arbeitsstätten gab es im Jahr 2001 33, land- und forstwirtschaftliche Betriebe nach der Erhebung 1999 76. Die Zahl der Erwerbstätigen am Wohnort betrug nach der Volkszählung 2001 500. Die Erwerbsquote lag 2001 bei 45,93 Prozent.
Wirtschaftlich von Bedeutung ist bis heute der Weinbau, der im überwiegend lössbedeckten nördlichen Hügelland auf ausgezeichneten Südlagen betrieben wird. Der größere Südteil des Gemeindegebiets sowie das Gebiet des Reuhofes, welche bereits dem Marchfeld angehören, bestehen größtenteils aus mageren Sand- und Schotterböden, die nur bei künstlicher Bewässerung gute Erträge liefern. Gebaut werden v. a. Gerste, Weizen, Roggen, Mais, Raps und Zuckerrüben. Pillichsdorf gehört seit 1938 zum Verwaltungsbezirk Mistelbach.

### Öffentliche Einrichtungen
- Volksschule
- Sportplatz
- Rodelhügel
- Kinderspielplatz
- Tennisplatz
- Beachvolleyballplatz
- Bogensportanlage
- Campingplatz
- Radwege
- Reiterhof (Reuhof)
- Pfarrbibliothek
- Arboretum
- Gemeindeärztin
- Kindergarten
- FF Pillichsdorf
- Musikerheim (ehem. Milchhaus)

## Politik

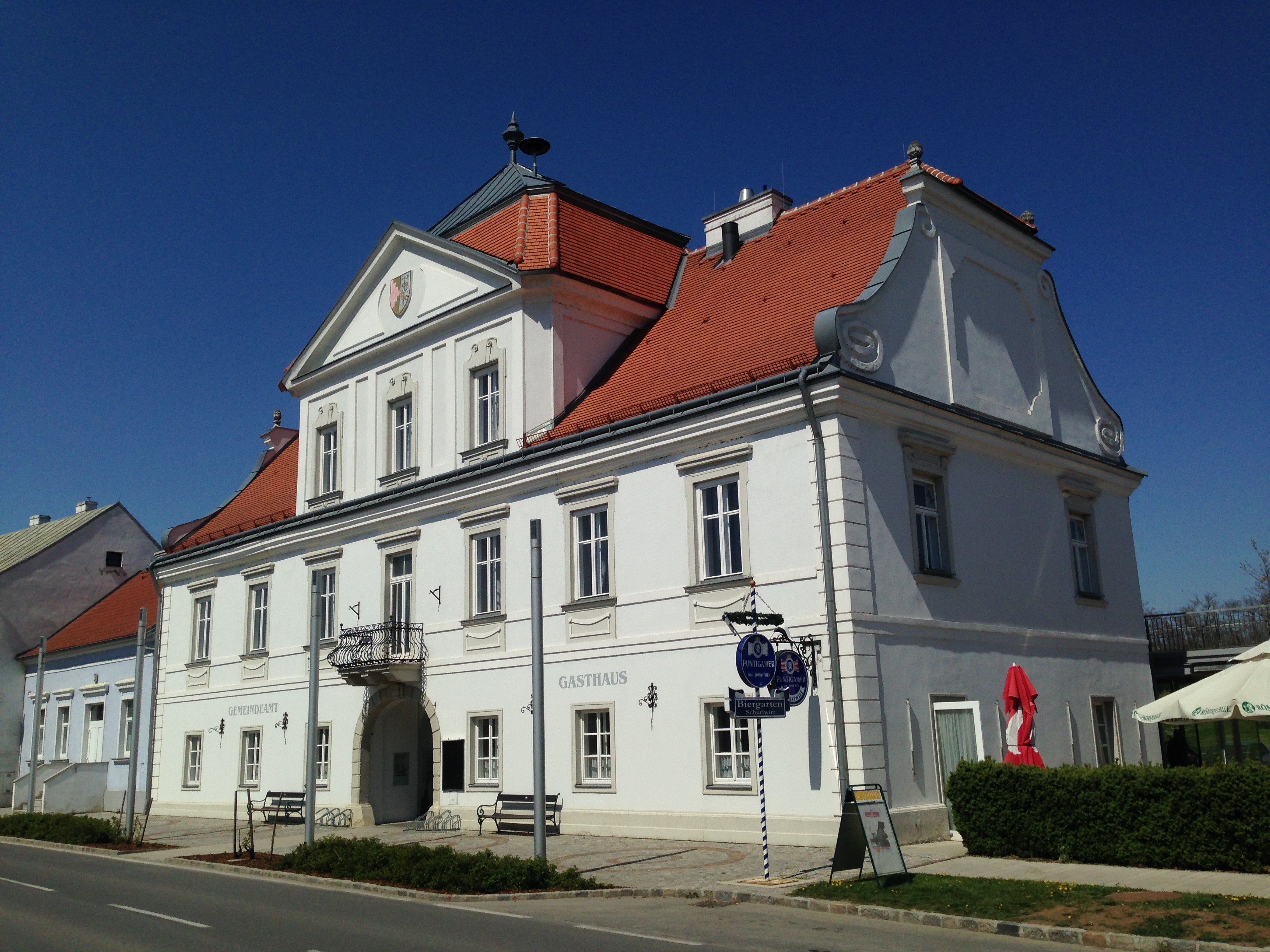
Pillichsdorf ehem. Herrenhaus bzw. Schloss, heutiges Gemeindehaus

### Gemeinderat
Der Gemeinderat hat 19 Mitglieder.
- Mit den Gemeinderatswahlen in Niederösterreich 1990 hatte der Gemeinderat folgende Verteilung: 16 ÖVP und 3 SPÖ.
- Mit den Gemeinderatswahlen in Niederösterreich 1995 hatte der Gemeinderat folgende Verteilung: 14 ÖVP und 5 SPÖ.[25]
- Mit den Gemeinderatswahlen in Niederösterreich 2000 hatte der Gemeinderat folgende Verteilung: 12 ÖVP, 4 SPÖ und 3 UI–Unabhängige Initiative.[26]
- Mit den Gemeinderatswahlen in Niederösterreich 2005 hatte der Gemeinderat folgende Verteilung: 12 ÖVP, 4 SPÖ und 3 UI–Unabhängige Initiative.[27]
- Mit den Gemeinderatswahlen in Niederösterreich 2010 hatte der Gemeinderat folgende Verteilung: 13 ÖVP, 3 SPÖ und 2 UI–Unabhängige Initiative.[28]
- Mit den Gemeinderatswahlen in Niederösterreich 2015 hatte der Gemeinderat folgende Verteilung: 9 ÖVP, 5 UI–Unabhängige Initiative, 3 SPÖ und 2 MHUM–Mit Herz und Mut für Pillichsdorf.[29]
- Am 24. März 2019 fand eine vorgezogene Gemeinderatswahl mit folgender Mandatsverteilung statt: 5 ÖVP, 5 SPÖ, 5 WIR–Wir für Pillichsdorf (ÖVP), 3 UI–Unabhängige Initiative und 1 MHUM–Mit Herz und Mut für Pillichsdorf.[30][31] Nach der Koalitionsvereinbarung zwischen ÖVP und SPÖ wurde der SPÖ-Spitzenkandidat Erich Trenker am 29. April 2019 von den Mandataren der beiden Fraktionen zum Bürgermeister gewählt, der vorherige Bürgermeister Franz Treipl (ÖVP) zum Vizebürgermeister. Nach drei Jahren sollte Franz Treipl erneut zum Bürgermeister gewählt und Erich Trenker Vizebürgermeister werden.[32][33]
- Mit der Gemeinderatswahl am 22. Mai 2022 hatte der Gemeinderat folgende Verteilung: 9 ÖVP, 8 SPÖ und 2 GRÜNE.[34][35] Bei der konstituierenden Sitzung am 13. Juni 2022 wurde der Vorsitzende und Spitzenkandidat der ÖVP in Pillichsdorf Florian Faber mit den Stimmen der Gemeinderäte von ÖVP und Grünen zum neuen Bürgermeister und Martin Perschl (auch ÖVP) zum Vizebürgermeister gewählt.[36]
- Mit den Gemeinderatswahlen in Niederösterreich 2025 hat der Gemeinderat folgende Verteilung: 12 ÖVP, 5 SPÖ und 2 GRÜNE.[37]

### Bürgermeister
- 1848 Josef Schaub
- 1859 Lorenz Schaub
- 1862 Martin Wolfshuber
- 1870 Wolfgang Gössinger
- 1875 Johann Amon
- 1876 Wolfgang Gössinger
- 1877 Martin Finsterböck
- 1880 Johann Fürhacker
- 1883 Kaspar Schmid
- 1886 Joseph Brückl
- 1892 Michael Leuthner
- 1895 Jakob Helmer
- 1896 Joseph Brückl
- 1900 Johann Veigl
- 1905 Jakob Helmer
- 1906 Johann Leuthner
- 1919 Josef Gössinger
- 1930 Wolfgang Gössinger
- 1938 Josef Gössinger
- 1939 Benedikt Hubik (NSDAP)
- 1945 Ernest Deutner
- 1955 Johann Jogl (ÖVP)
- 1965 Franz Pfaffl (ÖVP)
- 1980 Rudolf Kaudela (ÖVP)[38]
- 2002 Wolfgang Gössinger (ÖVP)
- 2015–2019 Franz Treipl (ÖVP)[32]
- 2019–2022 Erich Trenker (SPÖ)[32]
- seit 2022 Florian Faber (ÖVP)[32]

### Wappen
Blasonierung: „Gespalten von Gold und Blau, vorne ein vom Schildrand zum Spalt durchgehender liegender vierstufiger roter Giebel, hinten auf halbem grünem Zweiberg ein goldener Weinstock mit Weintraube und fünf nach oben kleiner werdenden Blättern.“
Erklärung: Die rechte Schildhälfte zeigt das Wappen der Herren von Pillichsdorf (ca. 1190–1360), die hier eine Festung  erbauten und vermutlich bis ca. 1360 die Grundherren waren.
Der Weinstock mit den Trauben weist auf die große Bedeutung des Weinbaus in Geschichte und Gegenwart hin. In den ersten beiden urkundlichen Nennungen Pillichsdorfs (1161 und 1180) wird jeweils auf den Weinbau Bezug genommen. Der grüne Hügel soll zeigen, dass gerade auf den Hügeln des Weingebirges der Weinstock besonders gut gedeiht.

## Persönlichkeiten
Personen mit Bezug zur Gemeinde
- Sieghard VII. verehelicht mit Pilihild von Andechs († 23. Oktober 1075). Sie gilt als Namensgeberin für Pillichsdorf (Pilehiltdorf lt. Urkunde des Stiftes St. Pölten vom 20. März 1161).
- Dietrich von Pilichdorf (* um 1270; † 25. Dezember 1326);  Hofmarschall der habsburgischen Herzöge von Österreich, zählte unter Friedrich dem Schönen neben Ulrich I. von Walsee zu den einflussreichsten Männern des Landes; beteiligt an verschiedenen Schlachten der Habsburger, u. a. als Bannerträger Österreichs in der Schlacht bei Mühldorf 1322, bestattet in der (Ende d. 18. Jh. abgerissenen) Katharinenkapelle bei der Wiener Minoritenkirche
- Albert Schönhofer († 7. Juli 1493), von 1458 bis zum 2. Januar 1465 Pfarrer von Pillichsdorf. Er war der 28. Weihbischof von Passau (Deutschland).
- Johann Joachim Ignaz Graf von Aham (* 3. Mai 1655; † 7. Mai 1702), Reichsgraf (seit 1691) von Aham zu Wildenau, Herr zu Neuhaus und Grünberg, infulierter Propst zu Siclós (Diöz. Pécs), Domherr zu Passau, Kämmerer Sr. Heiligkeit, Passauer Offizial, Generalvikar für Österreich unter der Enns – Er war von 1692 bis 1702 Dechant und Pfarrer von Pillichsdorf und Ulrichskirchen, ließ in Pillichsdorf den Pfarrhof aus- und die heutige Johann-Nepomuk-Kapelle an die Kirche anbauen. Er starb 1702 in Wien und wurde in der Pillichsdorfer Kirche bestattet, sein Grabdenkmal befindet sich im Kircheninneren.[40]
- Peter Franz Karl von Priesen (* ca. 1688 – 13. November 1758), Dechant von Pillichsdorf 1738–1758, Abt von Abram, Passauer Konsistorialrat – Er vermachte der Pillichsdorfer Pfarrkirche rund 10.000 Gulden, mit denen 1760 Hochaltar, Kanzel und Kreuzigungsgruppe angefertigt werden konnten. Seine wertvolle Bibliothek hinterließ er dem Barnabitenkolleg in Mistelbach, in dessen Bibliothekssaal (heute Pfarrhof) noch immer Priesens Porträt hängt.
- Jakob Frint (* 4. Dezember 1766 in Kamnitz (Kamenice), Nordböhmen; † 11. Oktober 1834 in St. Pölten); österreichischer Theologe, Priester, Universitätsprofessor, 1816 Gründer der Höheren Bildungsanstalt für Weltpriester zum hl. Augustin („Frintaneum“), Bischof von St. Pölten (1827–1834); 1795–1801 Kaplan in Pillichsdorf und großer Förderer der hiesigen Volksschule
- Maximilian Joseph Gottfried von Sommerau Beeckh (* 21. Dezember 1769 in Wien; † 31. März 1853 in Olmütz) war 1797 Kaplan in Pillichsdorf und 1836–1853 Erzbischof von Olmütz.
- Anton Josef Gruscha (* 3. November 1820 in Wien; † 5. August 1911 auf Schloss Kranichberg) war 1843 Kaplan in Pillichsdorf, 1890 Erzbischof von Wien und 1891 Kardinal.
- Manfred Buchinger (* 25. Mai 1952 in Obersdorf): Der bekannte Haubenkoch, der seit 1999 das Gasthaus „Zur Alten Schule“ in Riedenthal führt,  verbrachte einige Jahre seiner Kindheit bei seinen Großeltern väterlicherseits in Pillichsdorf und besuchte den hiesigen Kindergarten.[41]

Söhne und Töchter der Gemeinde
- Elisabeth Amassöder (* ? in Pillichsdorf; † 1594); 2. Ehefrau (Heirat 1564) des Humanisten, Geschichtsschreibers, Kartografen und kaiserlichen Leibarztes Wolfgang Laz (Lazius; 1514–1565)[42]
- Coloman Schmid[43] (* 3. Dezember 1829 in Pillichsdorf; † 15. November 1905 in Wien) Sänger an der Wr. Hofoper und verschiedenen Opernhäusern und Theatern der Monarchie und auch außerhalb (z. B. in Deutschland)
- Georg Gindl (* 13. Juni 1916 in Pillichsdorf; † 29. Oktober 1990 in Bad Hall/OÖ), Ökonomierat; Landwirt, 1947–1965 Vizebürgermeister, 1950–1970 Bezirksbauernkammerobmann, 1969–1979 Abgeordneter zum niederösterreichischen Landtag (ÖVP)
- Franz Hager (* 20. April 1856 in Pillichsdorf; † 1919 in Wien) Sohn des Pillichsdorfer Müllers, Komponist, Hager komponierte für Streichmusik, Blasmusik sowie Klavier mit Gesang und Zither[44]